# Thanh Giang, Thanh Miện
Thanh Giang là một xã thuộc huyện Thanh Miện, tỉnh Hải Dương, Việt Nam.
Xã Thanh Giang có diện tích 6,69 km², dân số năm 1999 là 8073 người, mật độ dân số đạt 1207 người/km².